# Ding Yixin
Dans ce nom chinois, le nom de famille, Ding, précède le nom personnel.
Pour les articles homonymes, voir Ding.
Ding Yixin est une joueuse d'échecs chinoise née le 26 avril 1991 à Zhejiang. Grand maître international féminin depuis 2010, elle a remporté le Championnat de Chine féminin en 2013.
Au 1er février 2017, elle est la septième joueuse chinoise et la 49e joueuse mondiale avec un classement Elo de 2 520 points.

## Carrière aux échecs
Ding Yixin a remporté le championnat du monde des filles moins de douze ans en 2003. Elle remporta la médaille de bronze au championnat d'Asie d'échecs en 2009 et la médaille d'argent en 2010. Lors du championnat du monde d'échecs féminin de 2010, elle fut éliminée au premier tour par Hoang Thanh Trang.
En 2013, elle remporte le championnat de Chine.

## Compétitions par équipe
Ding Yixin a représenté la Chine lors de l'olympiade d'échecs de 2012 (médaille d'argent par équipe féminine) et du championnat du monde d'échecs par équipe féminine de 2015 (médaille de bronze par équipe et médaille d'argent individuelle).